# Orthogonius
Orthogonius – rodzaj chrząszczy z rodziny biegaczowatych, podrodziny Orthogoniinae i plemienia Orthogoniini.

## Rozprzestrzenienie
Rodzaj ten występuje w krainie orientalnej i etiopskiej.

## Taksonomia
Rodzaj ten został opisany w 1825 roku przez Alexandra Macleaya. Jego gatunkiem typowym ustanowiono gatunek Carabus duplicatus Wiedemann, 1819.
Opisano dotąd 243 gatunki z tego rodzaju:
- Orthogonius acrogonus (Wiedemann, 1819)
- Orthogonius acutangulus Chaudoir, 1878
- Orthogonius adoriae Tian et Deuve, 2006
- Orthogonius aemulus Peringuey, 1896
- Orthogonius alternans (Wiedemann, 1823)
- Orthogonius alutaceus Quedenfeldt, 1883
- Orthogonius andrewesi Emden, 1928
- Orthogonius andrewesianus Tian et Deuve, 2006
- Orthogonius angkor Tian et Deuve, 2006
- Orthogonius angustus Chaudoir, 1871
- Orthogonius annamensis Jedlicka, 1965
- Orthogonius annamicola Tian et Deuve, 2006
- Orthogonius annemariae Tian et Deuve, 2006
- Orthogonius assamensis Tian et Deuve, 2006
- Orthogonius assamicola Tian et Deuve, 2006
- Orthogonius assmuthi Wasmann, 1920
- Orthogonius baconi Chaudoir, 1871
- Orthogonius balthasari Jedlicka, 1935
- Orthogonius batesi Tian et Deuve, 2003
- Orthogonius batesianus Tian et Deuve, 2007
- Orthogonius batesioides Tian et Deuve, 2006
- Orthogonius baumi Jedlicka, 1955
- Orthogonius becqueti Burgeon, 1937
- Orthogonius bicolor Jedlicka, 1965
- Orthogonius borneoensis Tian et Deuve, 2006
- Orthogonius brancuccii Tian et Deuve, 2006
- Orthogonius brevilabris H.Kolbe, 1889
- Orthogonius brevithorax Dejean, 1825
- Orthogonius bruggei Tian et Deuve, 2006
- Orthogonius buqueti Chaudoir, 1850
- Orthogonius burckhardti Tian et Deuve, 2006
- Orthogonius burmanensis Tian et Deuve, 2006
- Orthogonius caffer Boheman, 1848
- Orthogonius cambodgensis Tian et Deuve, 2006
- Orthogonius canaraensis Tian et Deuve, 2006
- Orthogonius canaraicola Tian et Deuve, 2006
- Orthogonius capucinus Boheman, 1848
- Orthogonius carbonicolor Tian et Deuve, 2006
- Orthogonius carinatus Tian et Deuve, 2013
- Orthogonius celebesicus Tian et Deuve, 2006
- Orthogonius chaudoiri Tian et Deuve, 2001
- Orthogonius cheni Tian et Deuve, 2001
- Orthogonius chiangensis Tian et Deuve, 2006
- Orthogonius clarkei Murray, 1858
- Orthogonius confusus Tian et Deuve, 2006
- Orthogonius constanti Tian et Deuve, 2006
- Orthogonius constrictus Tian, Deuve et Felix, 2012
- Orthogonius coomani Tian et Deuve, 2006
- Orthogonius coomanioides Tian, Deuve et Felix, 2012
- Orthogonius coracinus H.Kolbe, 1896
- Orthogonius crassicrus Chaudoir, 1871
- Orthogonius cruralis Putzeys In Chaudoir, 1871
- Orthogonius curvatus Tian et Deuve, 2006
- Orthogonius cyclothorax Tian et Deuve, 2007
- Orthogonius davidi Chaudoir, 1878
- Orthogonius deletus Schmidt-Gobel, 1846
- Orthogonius deuvei Tian et Kirschenhofer, 2013
- Orthogonius dispar Bates, 1892
- Orthogonius dohertyi Tian et Deuve, 2006
- Orthogonius dongnanya Tian et Deuve, 2006
- Orthogonius doriae Putzeys In Chaudoir, 1871
- Orthogonius drescheri Liebke, 1937
- Orthogonius drumonti Tian et Deuve, 2006
- Orthogonius duboisi Tian et Deuve, 2006
- Orthogonius duplicatus (Wiedemann, 1819)
- Orthogonius dupuisi Basilewsky, 1948
- Orthogonius dureli Tian et Deuve, 2005
- Orthogonius edentatus Tian et Deuve, 2006
- Orthogonius elisabethanus Burgeon, 1937
- Orthogonius emarginatus Tian et Deuve, 2007
- Orthogonius equimarginalis Tian et Deuve, 2006
- Orthogonius euthyphallus Tian et Deuve, 2013
- Orthogonius fairmairei Tian et Deuve, 2006
- Orthogonius feai Tian et Deuve, 2007
- Orthogonius femoralis Chaudoir, 1848
- Orthogonius flavipes Deuve, 2004
- Orthogonius flavus Jedlicka, 1964
- Orthogonius foveiclypeus Tian et Deuve, 2004
- Orthogonius fryi Tian et Deuve, 2006
- Orthogonius fugax Chaudoir, 1871
- Orthogonius gracililamella Tian, Deuve et Felix, 2012
- Orthogonius gracilipes Tian et Deuve, 2006
- Orthogonius gracilis Tian et Deuve, 2006
- Orthogonius grootaerti Tian et Deuve, 2006
- Orthogonius hageni Oberthur, 1883
- Orthogonius himalaya Tian et Deuve, 2006
- Orthogonius himalayicus Tian et Deuve, 2005
- Orthogonius hirtulus Tian et Deuve, 2006
- Orthogonius hirtus Chaudoir, 1871
- Orthogonius hopei Gray, 1832
- Orthogonius huananoides Tian et Deuve, 2006
- Orthogonius huananus Tian et Deuve, 2001
- Orthogonius hypocrita Chaudoir, 1871
- Orthogonius hypocritoides Jedlicka, 1935
- Orthogonius impunctipennis Quedenfeldt, 1883
- Orthogonius indicus Tian et Deuve, 2006
- Orthogonius indophilus Tian et Deuve, 2006
- Orthogonius inexpectatus Tian et Deuve, 2006
- Orthogonius inops Chaudoir, 1871
- Orthogonius insularis Chaudoir, 1871
- Orthogonius intermedius Chaudoir, 1871
- Orthogonius javanus Tian et Deuve, 2006
- Orthogonius jianfengling Tian et Deuve, 2001
- Orthogonius kalimantanensis Tian et Deuve, 2006
- Orthogonius kapiriensis Burgeon, 1937
- Orthogonius katangensis Burgeon, 1937
- Orthogonius kickeli H.kolbe, 1896
- Orthogonius kirirom Tian et Deuve, 2008
- Orthogonius klickai Jedlicka, 1935
- Orthogonius kubani Tian et Deuve, 2006
- Orthogonius kumatai Habu, 1979
- Orthogonius lancangjiang Tian et Deuve, 2006
- Orthogonius lao Tian et Deuve, 2006
- Orthogonius latreillei Tian et Deuve, 2006
- Orthogonius latus Hope, 1842
- Orthogonius ledouxi Tian et Deuve, 2006
- Orthogonius legrandi Tian et Deuve, 2006
- Orthogonius lieftincki Andrewes, 1936
- Orthogonius loeicus Tian et Deuve, 2006
- Orthogonius loeiensis Tian et Deuve, 2006
- Orthogonius longicornis Chaudoir, 1871
- Orthogonius longipennis Hope, 1842
- Orthogonius longiphallus Tian et Deuve, 2005
- Orthogonius lucidus Bates, 1891
- Orthogonius luzonicus Chaudoir, 1871
- Orthogonius macrophthalmus Tian et Deuve, 2013
- Orthogonius maindronianus Tian et Deuve, 2006
- Orthogonius makiling Tian et Deuve, 2006
- Orthogonius malacca Tian et Deuve, 2006
- Orthogonius malaisei Andrewes, 1947
- Orthogonius malaya Tian et Deuve, 2006
- Orthogonius malaysiaensis Tian et Deuve, 2006
- Orthogonius medanensis Tian et Deuve, 2006
- Orthogonius mekongensis Tian et Deuve, 2006
- Orthogonius melanipes Tian et Deuve, 2006
- Orthogonius mellyi (Chaudoir, 1850)
- Orthogonius minimus Tian et Deuve, 2006
- Orthogonius mniszechi Chaudoir, 1871
- Orthogonius moestus Chaudoir, 1871
- Orthogonius monolophus Andrewes, 1931
- Orthogonius montanus Tian et Deuve, 2006
- Orthogonius morvani Tian et Deuve, 2003
- Orthogonius mouhoti Chaudoir, 1871
- Orthogonius myanmarensis Tian et Deuve, 2006
- Orthogonius nahaeo Tian et Deuve, 2006
- Orthogonius nepalensis Habu, 1979: 7
- Orthogonius nepalicus Tian et Deuve, 2006
- Orthogonius niger Jedlicka, 1935
- Orthogonius nigripes Tian et Deuve, 2001
- Orthogonius nongfaensis Tian et Kirschenhofer, 2013
- Orthogonius nyassicus H.Kolbe, 1896
- Orthogonius obliquepes Tian et Deuve, 2006
- Orthogonius opacus Schmidt-Gobel, 1846
- Orthogonius orphnodes Andrewes, 1930
- Orthogonius ovatulus Tian et Deuve, 2003
- Orthogonius ovatus Chaudoir, 1878
- Orthogonius pachlatkoi Tian et Deuve, 2006
- Orthogonius palangbangensis Tian et Deuve, 2006
- Orthogonius panghongae Tian et Deuve, 2006
- Orthogonius pangi Tian et Deuve, 2006
- Orthogonius parallelus Chaudoir, 1871
- Orthogonius parastantoni Tian et Deuve, 2006
- Orthogonius parasuturalis Tian et Deuve, 2006
- Orthogonius parcepunctatus H.Kolbe, 1896
- Orthogonius paris Tian et Deuve, 2006
- Orthogonius parvus Chaudoir, 1871
- Orthogonius perakensis Tian et Deuve, 2006
- Orthogonius perakicus Tian et Deuve, 2007
- Orthogonius perpuncticollis Burgeon, 1937
- Orthogonius petiolaris Tian et Deuve, 2006
- Orthogonius piceus Chaudoir, 1871
- Orthogonius picilabris W.S.Macleay, 1825
- Orthogonius picipennis Chaudoir, 1871
- Orthogonius pinguis Murray, 1858
- Orthogonius pinophilus Tian, Deuve et Felix, 2012
- Orthogonius planiger (Walker, 1858)
- Orthogonius plebius Tian et Deuve, 2006
- Orthogonius poggii Tian et Deuve, 2007
- Orthogonius politus Chaudoir, 1871
- Orthogonius pollinctor Basilewsky, 1948
- Orthogonius pradieri Chaudoir, 1871
- Orthogonius pseudochaudoiri Tian, Deuve et Felix, 2012
- Orthogonius pseudocheni Tian et Deuve, 2006
- Orthogonius pseudolongicornis Tian et Deuve, 2006
- Orthogonius punctatellus Tian et Deuve, 2006
- Orthogonius punctulatus Chaudoir, 1871
- Orthogonius putzeysi Tian et Deuve, 2006
- Orthogonius quadrisetosus Tian et Deuve, 2006
- Orthogonius rhodesianus Csiki, 1932
- Orthogonius rhodesiensis Lorenz, 1998
- Orthogonius ribbei Tian et Deuve, 2003
- Orthogonius rotundatus Tian et Deuve, 2006
- Orthogonius rufiventris Bates, 1892
- Orthogonius rufotestaceus G.Muller, 1941
- Orthogonius sabahensis Tian et Deuve, 2006
- Orthogonius salvazai Tian et Deuve, 2006
- Orthogonius sarawakensis Tian et Deuve, 2006
- Orthogonius saundersi Andrewes, 1926
- Orthogonius schaumi Chaudoir, 1871
- Orthogonius schaumioides Tian et Deuve, 2006
- Orthogonius schauteni Tian et Deuve, 2006
- Orthogonius schmidtgoebeli Chaudoir, 1871
- Orthogonius senegalensis (Dejean, 1831)
- Orthogonius setosopalpiger Tian, Deuve et Felix, 2012
- Orthogonius siamensis Tian et Deuve, 2006
- Orthogonius similaris Tian, Deuve et Felix, 2012
- Orthogonius simplicatus Tian et Deuve, 2006
- Orthogonius singaporensis Tian et Deuve, 2006
- Orthogonius sinuatiphallus Tian et Deuve, 2001
- Orthogonius smetsi Tian et Deuve, 2006
- Orthogonius solidicornis Tian et Deuve, 2003
- Orthogonius solidus Tian et Deuve, 2006
- Orthogonius spinosus Burgeon, 1937
- Orthogonius srilankaicus Tian et Deuve, 2003
- Orthogonius stantoni Tian et Deuve, 2006
- Orthogonius sterbai Jedlicka, 1935
- Orthogonius stygius Andrewes, 1930
- Orthogonius sulawesicus Tian et Deuve, 2003
- Orthogonius sulcatoides Tian et Deuve, 2006
- Orthogonius sulcatus Schmidt-Goebel, 1846
- Orthogonius sumatraicus Tian et Deuve, 2006
- Orthogonius suturalis Chaudoir, 1871
- Orthogonius taghavianae Tian, Deuve et Felix, 2012
- Orthogonius tangsen Tian et Deuve, 2006
- Orthogonius tenasserimensis Tian et Deuve, 2006
- Orthogonius termiticola Wasmann, 1902
- Orthogonius thaicus Tian et Deuve, 2003
- Orthogonius thaiensis Tian et Deuve, 2006
- Orthogonius thailandensis Tian et Deuve, 2006
- Orthogonius thoracicus Gestro, 1875
- Orthogonius tikekee Tian et Deuve, 2006
- Orthogonius tonkinensis Tian et Deuve, 2006
- Orthogonius tonkinicus Tian et Deuve, 2006
- Orthogonius travancore Tian et Deuve, 2006
- Orthogonius tricarinatus Burgeon, 1937
- Orthogonius uncipennis Tian et Deuve, 2006
- Orthogonius vari Tian, Deuve et Felix, 2012
- Orthogonius variabilis Tian, Deuve et Felix, 2012
- Orthogonius virgulatus Andrewes, 1931
- Orthogonius wallardiensis Tian et Deuve, 2006
- Orthogonius xanthomerus L. Redtenbacher, 1867
- Orthogonius yoga Tian et Deuve, 2006
- Orthogonius yunnanensis Tian et Deuve, 2001